# یوکولو (یوتا)
یوکولو، یوتا (به انگلیسی: Ucolo, Utah) یک منطقهٔ مسکونی در ایالات متحده آمریکا است که در شهرستان سن‌خوآن، یوتا واقع شده‌است.

## خصوصیات
یوکولو ۲٬۰۶۱٫۰۸ متر بالاتر از سطح دریا واقع شده‌است.